# 노리치 시티 FC
노리치 시티 풋볼 클럽(영어: Norwich City Football Club)은 잉글랜드의 축구 클럽으로, 노리치를 연고로 하고 있다.
1902년에 창단되었다. 1972년에 처음으로 1부 리그로 승격하였고, 21년 동안 계속해서 1부 리그에서 활약하였다. 1962년와 1985년에는 리그 컵에서 우승을 차지하였다. 1992-93 시즌 프리미어리그의 창립 멤버가 되었으며, 그 해 3위를 차지하며 UEFA컵에 진출하여 3라운드까지 진출하기도 하였다.
1935년부터 캐로 로드를 홈 구장으로 사용하고 있으며, 입스위치 타운에게 라이벌 의식을 가지고 있다. 팬들의 응원가 "On the Ball, City"는 전 세계 축구 응원가 중 가장 오래된 응원가로 알려져 있다.

## 역대 성적
- EFL 챔피언십 (2부리그)

우승 (5회) : 1971-72, 1985-86, 2003-04, 2018-19, 2020-21
- EFL 리그 원 (3부리그)

우승 (2회) : 1933-34, 2009-10
준우승 (1회) : 1959-60
- EFL컵

우승 (2회) : 1962, 1985
준우승 (2회) : 1973, 1975

## 선수 명단

### 현역
참고: FIFA 자격 규정에 따라 소속된 국가대표팀 국기를 표시합니다. 선수는 복수의 FIFA 비회원국 국적을 가지고 있을 수 있습니다.
| 번호 | 포지션 | 국적       | 이름                                |
| ---- | ------ | ---------- | ----------------------------------- |
| 1    | GK     |            | 팀 크룰                             |
| 2    | DF     | 잉글랜드   | 맥스 에런스                         |
| 3    | DF     | 잉글랜드   | 샘 비람                             |
| 4    | DF     | 잉글랜드   | 벤 깁슨                             |
| 5    | DF     | 스코틀랜드 | 그랜트 핸리 (주장)                  |
| 6    | DF     |            | 크리스토프 치머만 (부주장)          |
| 7    | MF     |            | 루카스 루프                         |
| 8    | MF     | 스코틀랜드 | 빌리 길모어 (첼시에서 임대)         |
| 10   | MF     | 잉글랜드   | 키어런 도웰                         |
| 11   | MF     |            | 프셰미스와프 프와헤타               |
| 15   | DF     | 튀르키예   | 오잔 카바크 (샬케 04에서 임대)      |
| 16   | MF     |            | 마티아스 노르만 (로스토프에서 임대) |
| 17   | MF     | 코소보     | 밀로트 라시차                       |

| 번호 | 포지션 | 국적       | 이름                                           |
| ---- | ------ | ---------- | ---------------------------------------------- |
| 18   | MF     |            | 크리스토스 촐리스                              |
| 19   | MF     |            | 야콥 쇠렌센                                    |
| 20   | MF     |            | 피에르 리멜루                                  |
| 21   | DF     | 잉글랜드   | 브랜든 윌리엄스 (맨체스터 유나이티드에서 임대) |
| 22   | FW     |            | 테무 푸키                                      |
| 23   | MF     | 스코틀랜드 | 케네시 맥린                                    |
| 24   | FW     |            | 조시 사전트                                    |
| 28   | GK     | 스코틀랜드 | 앵거스 건                                      |
| 30   | DF     |            | 디미트리스 지아눌리스                          |
| 33   | GK     | 북아일랜드 | 마이클 맥고번                                  |
| 35   | FW     | 아일랜드   | 애덤 아이다                                    |
| 44   | DF     | 아일랜드   | 앤드루 오모바미델레                            |
| 46   | FW     | 잉글랜드   | 조너선 로우                                    |
| 31   | FW     | 한국       | 황의조 (노팅엄포레스트에서 임대)               |

### 임대 선수 명단
참고: FIFA 자격 규정에 따라 소속된 국가대표팀 국기를 표시합니다. 선수는 복수의 FIFA 비회원국 국적을 가지고 있을 수 있습니다.
| 번호 | 포지션 | 국적     | 이름                                     |
| ---- | ------ | -------- | ---------------------------------------- |
| 9    | FW     | 잉글랜드 | 조던 휴길 (웨스트브로미치 앨비언로 임대) |
| 14   | MF     | 잉글랜드 | 토드 캔트웰 (AFC 본머스로 임대)          |
| 25   | MF     | 쿠바     | 오넬 에르난데스 (미들즈브러로 임대)      |
| 26   | DF     | 잉글랜드 | 발리 뭄바 (피터버러 유나이티드로 임대)   |
| —    | MF     | 잉글랜드 | 조쉬 마틴 (밀턴킨스 던스로 임대)         |
| —    | DF     | 잉글랜드 | 샘 매컬럼 (퀸스 파크 레인저스로 임대)    |

| 번호 | 포지션 | 국적     | 이름                                   |
| ---- | ------ | -------- | -------------------------------------- |
| —    | GK     | 웨일스   | 대니얼 버든 (리빙스턴로 임대)          |
| —    | DF     | 잉글랜드 | 아킨 파메워 (찰턴 애슬레틱로 임대)     |
| —    | FW     |          | 요시프 드르미치 (리예카로 임대)        |
| —    | MF     |          | 다니엘 시나니 (허더즈필드 타운로 임대) |
| —    | GK     | 잉글랜드 | 애스턴 옥스버러 (바닛로 임대)          |

## 역대 감독
| 감독      | 임기 |
| --------- | ---- |
| 마틴 오닐 | 1995 |

## 유럽 대회 성적
- 전적 : 2승 2무 2패 6득점 4실점

| 홈팀             | 점수  | 원정팀           | 대회                    |
| ---------------- | ----- | ---------------- | ----------------------- |
| 노리치 시티      | 3 - 0 | 피테서           | 1993-94 UEFA 컵 1라운드 |
| 피테서           | 0 - 0 | 노리치 시티      | 1993-94 UEFA 컵 1라운드 |
| 바이에른 뮌헨    | 1 - 2 | 노리치 시티      | 1993-94 UEFA 컵 2라운드 |
| 노리치 시티      | 1 - 1 | 바이에른 뮌헨    | 1993-94 UEFA 컵 2라운드 |
| 노리치 시티      | 0 - 1 | 인테르나치오날레 | 1993-94 UEFA 컵 3라운드 |
| 인테르나치오날레 | 1 - 0 | 노리치 시티      | 1993-94 UEFA 컵 3라운드 |

틀:노리치 시티 FC